# Maxime Lopez
Maxime Lopez (ur. 4 grudnia 1997 w Marsylii) – francuski piłkarz występujący na pozycji pomocnika.

## Kariera klubowa
Od 2010 szkolił się w szkółce piłkarskiej Olympique Marsylia. 21 sierpnia 2016 zadebiutował w drużynie zawodowej Olympique Marsylia na szczeblu Ligue 1.
| Sezon   | Klub               | Kraj    | Rozgrywki | Mecze | Bramki | Rozgrywki Europy | Mecze | Bramki |
| ------- | ------------------ | ------- | --------- | ----- | ------ | ---------------- | ----- | ------ |
| 2016/17 | Olympique Marsylia | Francja | Ligue 1   | 30    | 3      | -                | -     | -      |
| 2017/18 | Olympique Marsylia | Francja | Ligue 1   | 0     | 0      | -                | -     | -      |

Stan na: 24 lipca 2017 r.